# Río Dan

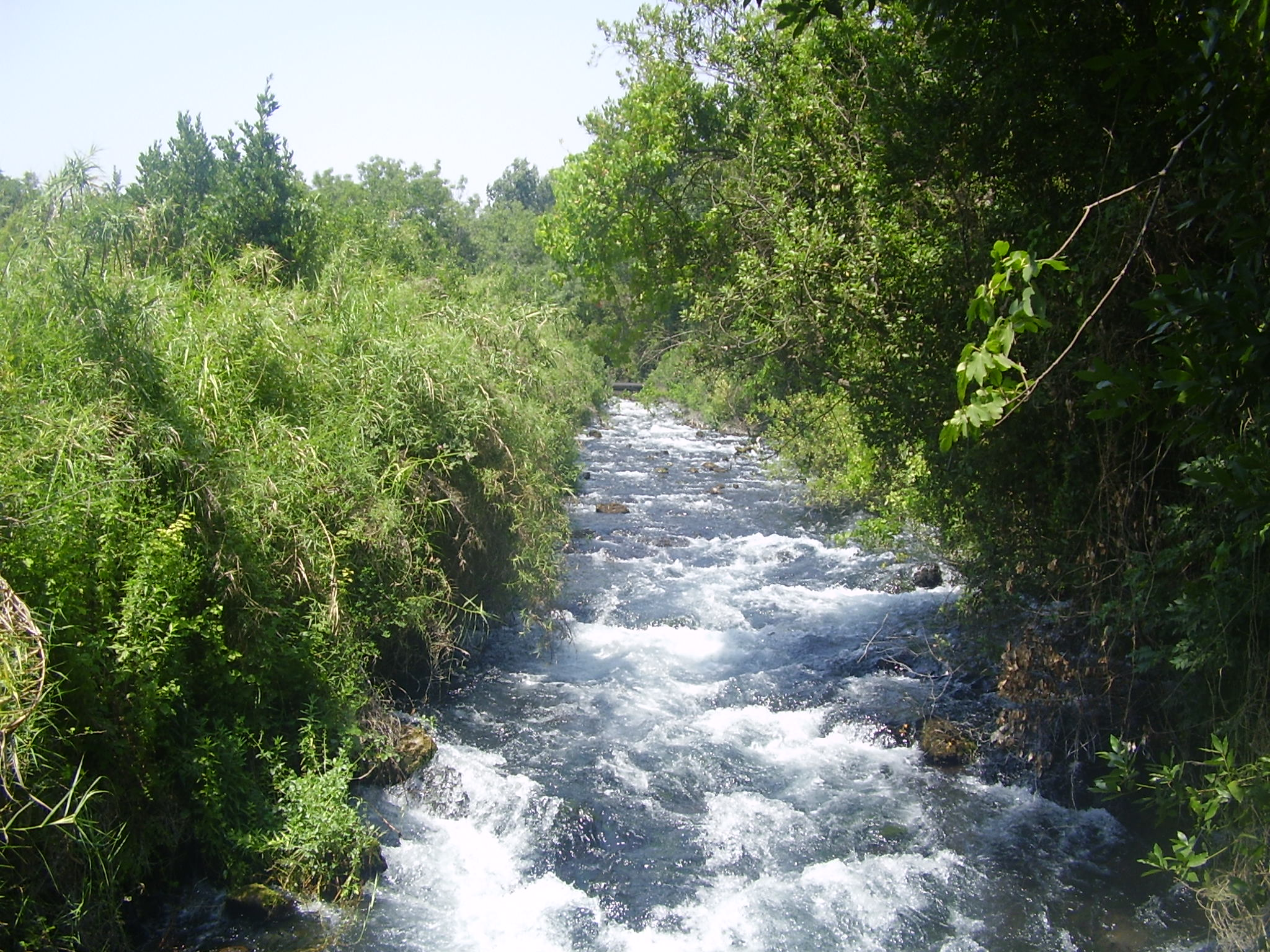
El río Dan en la Reserva Tel Dan.

El río Dan (en hebreo: דן‎, dan; en árabe: اللدان‎, al-Liddān) es el mayor afluente del río Jordán, cuya fuente se encuentra en la base del Monte Hermon. Hasta la Guerra de los Seis Días en 1967, el río Dan fue la única fuente del río Jordán dentro de territorio israelí. Su flujo proporciona hasta 238 millones de metros cúbicos de agua anuales al Valle de Jule. En 1966 fue causal de conflicto entre planificadores acuíferos y conservacionistas. El resultado fue la Reserva Tel Dan, un proyecto de conservación de alrededor de 120 hectáreas (0,49 km²) en la fuente del río. 